# سعدان راهب أنغولي
السعدان الراهب الجنوبي (الاسم العلمي: Miopithecus talapoin) (بالإنجليزية: Angolan talapoin)‏ هو نوع من الحيوانات يتبع جنس الهجرس الراهب من فصيلة سعادين العالم القديم.